# Confédération révolutionnaire des ouvriers et paysans
La Confederación Revolucionaria de Obreros y Campesinos (CROC - Confédération révolutionnaire des ouvriers et paysans) est une confédération syndicale mexicaine fondée en 1952, et affiliée à la Confédération syndicale internationale.